# Kim In-ho
Kim In-ho, in lingua coreana 김 인호 , (19 giugno 1970), è un pentatleta sudcoreano.

## Palmarès
In carriera ha conseguito i seguenti risultati:
- Mondiali:

Mosca 2004: bronzo nel pentathlon moderno staffetta a squadre.